# اکتاو کاسته
هشتم کاسته یا اکتاو کاسته (انگلیسی: Diminished octave) فاصله ای در موسیقی کلاسیک است که با کاستن نیم‌پرده کروماتیک از فاصله اکتاو به وجود می‌آید. معکوس آن یکم افزوده و فاصله مترادف، «هفتم بزرگ» است. اکتاو کاسته  فاصله ای «نامطبوع» است و باید حل شود. فاصله اکتاو کاسته در اعتدال مساوی از نت پایه، ۱۱۰۰ سنت است ولی در کوک خالص متغیر است و از نت پایه ۱۰۸۶, ۱۱۰۸ و ۱۱۲۹ سنت محاسبه می‌شود.

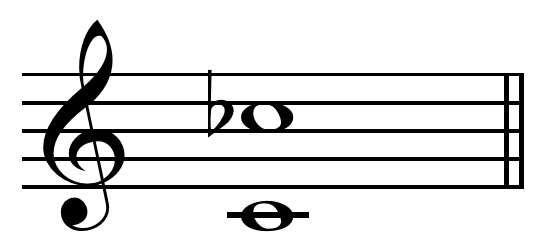
اکتاو کاسته از نت «دو» تا «دو بمل».